# Priorat de Sió

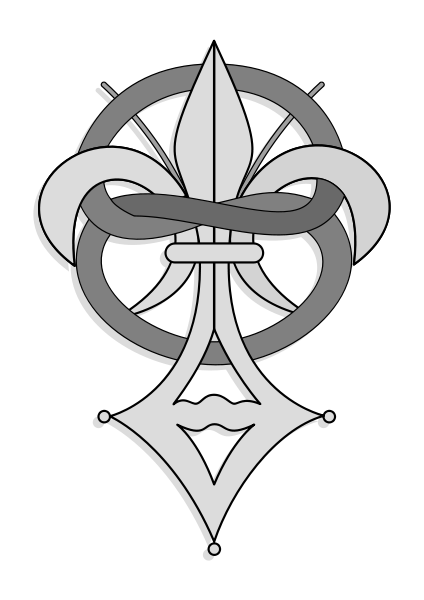
Símbol del Priorat de Sió

El Priorat de Sió (en francès: Prieuré de Sió) és el nom donat a una organització fraternal fundada per Pierre Plantard el 20 de juliol de 1956, segons consta en el Butlletí Oficial de la República Francesa número 167, pàgina 6731, caracteritzant-se pels seus trets rosacrucians moderns. En la dècada dels seixanta Plantard va comptar amb un rerefons històric per a aquesta organització, que va descriure com una societat secreta fundada per Jofré de Bouillon a la Muntanya Sió en el Regne de Jerusalem al 1099, i que té per propòsit la instauració d'un llinatge secret de la dinastia merovingia en els trons de França i la resta d'Europa. Posteriorment el mite seria ampliat i popularitzat pel llibre pseudohistòric L'enigma sagrat el 1982, i més tard va ser descrit com un fet en el prefaci de la novel·la El codi Da Vinci en 2003.
Històricament, va existir quelcom semblant al denominat "Priorat de Sió", ja que al 1099, els Croats de l'Europa Occidental, després de conquistar Jerusalem del poder musulmà, van edificar una església nova sobre les ruïnes d'un antic temple romà d'Orient anomenat Hagia Sió. La nova església es va dir de Santa María, i el grup de sacerdots que l'atenien eren coneguts com El Priorat de La nostra Senyora de Sió, un títol que combinava els noms d'ambdues esglésies. Allí van romandre fins a 1217, quan els musulmans van destruir Santa María després de reconquistar Jerusalem. En aquell moment, es van retirar a Sicília, on van continuar exercint el seu ministeri. El Priorat va sobreviure durant quatre segles més, fins que, en 1617, els seus últims membres es van unir als jesuïtes. En resum, el Priorat de Sió va ser una de les moltes ordres i societats que han anat i vingut al llarg de la història de l'Església catòlica. Si va existir un autèntic Priorat de Sió fundat en 1099, però no té res a veure amb l'actual Priorat de Sió, que no és més que un producte fictici, tal com el personatge de Plantard, que apareix en diverses obres. Entre les errades de l'obra podem trobar algunes imatges com la idea de «gran maestre» que no va poder existir en el Priorat original, tal com se'ns mostra en la gran quantitat de llibres i articles sobre aquest tema, per la senzilla raó que el cap d'un priorat és un prior i no un gran maestre.
El Priorat de Sió, tal com se li coneix gràcies sobretot a la novel·la de Dan Brown i altres autors de l'estil de Lynn Picknett, Clive Prince i alguns altres que han escrit sobre el tema, ha estat descrit com una de les grans ficcions històriques del segle XX. Alguns escèptics han expressat la seva preocupació per la proliferació i popularitat dels llibres, llocs web i pel·lícules inspirades per aquest engany que han contribuït al problema de les teories de conspiració, pseudohistòries i altres confusions cada vegada més habituals. Uns altres han expressat preocupació per la ideologia reaccionària romàntica promoguda per aquestes obres.

## Història

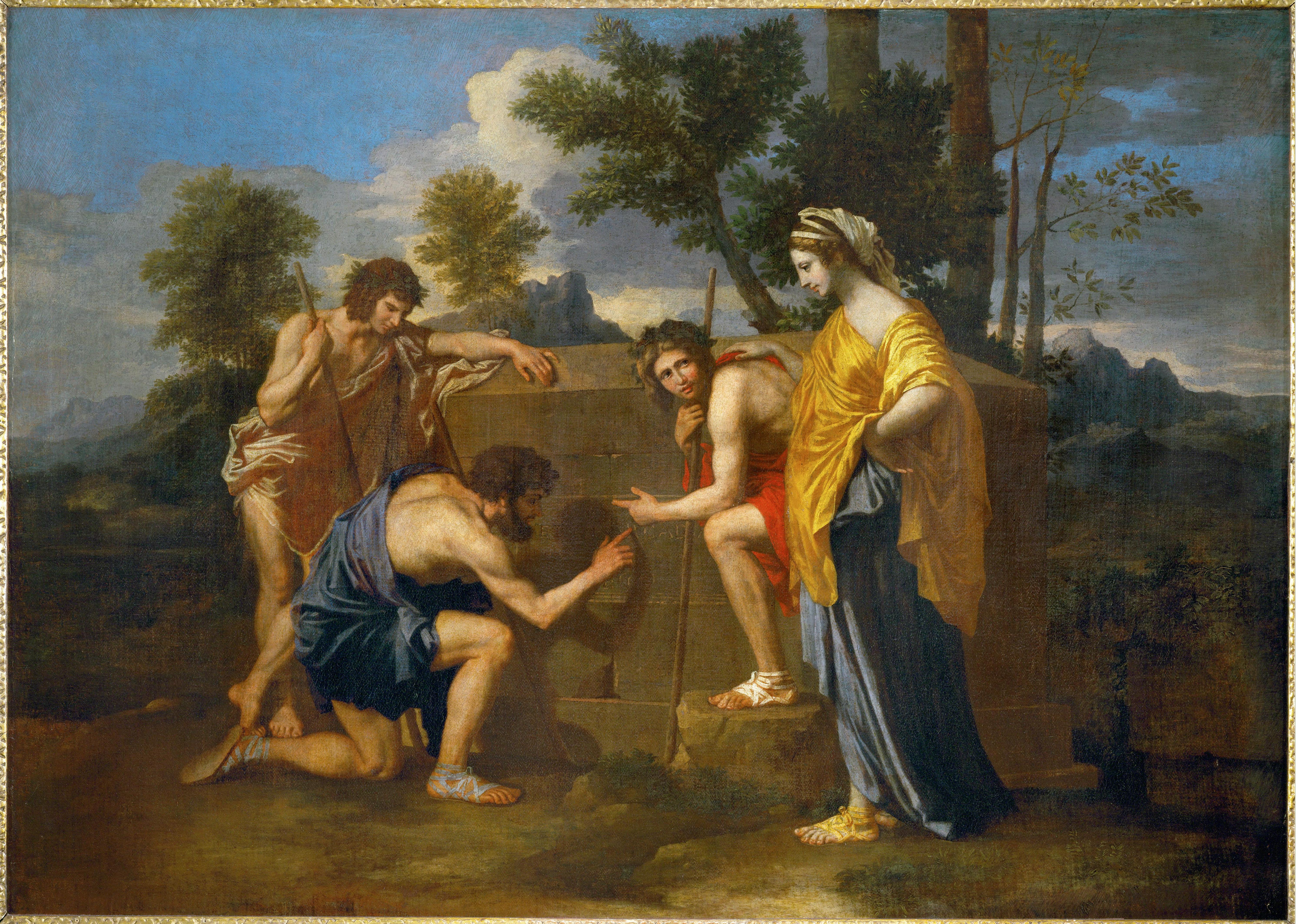
Obra de Nicolás Poussin.

Els historiadors, després d'haver analitzat tot el relacionat al Priorat de Sió, indiquen que l'antiguitat i els escrits sobre aquest no són verídics, arribant a la següent conclusió sobre la història del Priorat de Sió:
Els manuscrits presentats per Pierre Plantard, indicant que provenien del pare Bérenger Saunière, qui els hauria descobert mentre reparava la seva església, haurien estat realment escrits pel mateix Pierre Plantard i fabricats pel seu amic Philippe de Cherisey. Així, aquests documents falsificats pretenien mostrar la supervivència de la dinastia merovingia dels reis francs, i d'aquesta manera atribuir un llinatge real a Pierre Plantard. Plantard va manipular les activitats de Saunière en Rennes-li-Château per "demostrar" les seves reclamacions relacionades amb el Priorat de Sió. D'aquesta manera es calcula que entre 1961 i 1984 Plantard hauria inventat el llinatge llegendari del Priorat de Sió, sorgit de les restes de l'Ordre de Sió. Una altra raó per assenyalar com a falsa l'antiguitat del Priorat de Sió seria el propi registre del Priorat el 20 de juliol de 1956 en el Butlletí Oficial de la República Francesa, ja que si presentés l'antiguitat pretesa, i amb això un gran poder, no hauria tingut la necessitat de registrar la seva ordre de nou.
Per mantenir el seu engany, Pierre Plantard va argumentar el 1989 que el Priorat de Sió en realitat havia estat fundat en 1681 a Rennes-li-Château; però en aquesta ocasió no va poder conservar la seva reputació i els seus projectes. Posteriorment, al setembre de 1993, va argumentar que Roger-Patrice Pelat havia estat una vegada el Gran Mestre del Priorat de Sió. Pelat era un amic del llavors president de França François Mitterrand i va ser el centre d'un escàndol que va implicar al primer ministre francès Pierre Bérégovoy. Un tribunal francès va ordenar registrar la casa de Plantard, requisant molts documents, entre ells alguna proclamació de Plantard com a rei legítim de França. Conforme al jurament, Plantard va admetre que ho havia ideat tot, fins i tot la participació de Pelat en el Priorat de Sió. Van ordenar a Plantard que desistís de totes les activitats relacionades amb la promoció del Priorat de Sió i va viure en l'anonimat fins a la seva mort el 3 de febrer de 2000, a París.
Autors francesos com Franck Marie (1978), Jean-Luc Chaumeil (1979, 1984, 1992) i Pierre Jarnac (1985, 1988) mai han pres de debò a Pierre Plantard i el Priorat de Sió. Van concloure que tot era un frau, i per a això els historiadors van perfilar detalladament els seus arguments i van donar múltiples proves que els investigadors de la novel·la del Sant Grial, del qual es va fer famós mundialment el Priorat de Sió, no havien explicat la veritat i que havien omès dades conegudes. Amb això, argumenten que les proves d'aquests últims no podien mantenir la versió mítica de la història del Priorat.

## Treta ideada per Plantard
Segons l'article I.c de l'original de 1956 dels Estatuts del Priorat de Sió, l'associació va adoptar aquest nom d'una muntanya propera a la ciutat francesa d'Annemasse, cridada Sió. L'objectiu d'aquesta lògia iniciàtica era un moviment avantguardista dedicat a la restauració de la noblesa i la monarquia a França, mitjançant els drets de reialesa de Pierre Plantard.
Per això, Pierre Plantard indicava aquests fets i drets mitjançant uns pergamins que, segons els partidaris, serien els quals el pare Bérenger Saunière havia descobert mentre arreglava la seva església. Entre aquests documents va indicar l'existència d'un llinatge llegendari del Priorat de Sió, suposadament sorgit de les restes de l'Ordre de Sió, que havia estat fundada a Jerusalem durant la Primera Croada per Jofré de Bouillon. Així, amb aquests documents pretenien mostrar la supervivència de la dinastia merovingia dels reis francs.
Els partidaris més propers a la idea de l'existència real del Priorat es basen en els següents arguments:
1. Hi ha una llista de Grans Maestres il·lustres. Això indicaria que l'Ordre de Sió tindria una llarga història que començaria amb la creació dels Cavallers Templaris i els seus fronts militar i financer. No obstant això, aquesta llista es basa en un document fals.
2. Es diu que va tenir un important paper en la promoció del mite del "riu ocult d'esoterisme", el Alph, en l'Europa medieval.
3. Es jura reinstaurar la dinastia Merovingia, que va governar el regne Franco de 447 a 751 dC, en els trons d'Europa i Jerusalem, malgrat no quedar ni un únic descendent acreditat de tal dinastia.
4. L'ordre protegiria aquesta dinastia real perquè segons la doctrina de l'ordre, la dinastia Merovingia serien els supòsits descendents directes de Jesús i la seva suposada esposa María Magdalena. No obstant això, estudis genètics efectuats l'any 2006, el programa Buscant la veritat (Digging for the Truth) del canal de televisió The History Channel, va realitzar una anàlisi genètica d'Aragunde, una de les primeres reines merovingies, amb la finalitat de provar o descartar que el llinatge descendeix de Jesús o María Magdalena. El resultat de l'anàlisi va concloure que l'origen del llinatge de la dinastia merovingia era només europeu i no estava relacionat genèticament amb cap de les poblacions de l'Orient Mitjà, la qual cosa descarta que sigui real la llegenda francesa sobre la suposada descendència de Jesús i María Magdalena, que clarament eren jueus.

### Divises secretes
Et in Arcàdia ego es descriu com la divisa oficial tant de la família Plantard com del Priorat de Sió, segons es va dir el 1994. És una frase en llatí, la qual apareix inscrita en una tomba dibuixada en un quadre de 1640, Els Pastors de l'Arcàdia, del pintor francès Nicolas Poussin. Això literalment significa 'i en l'Arcàdia jo...'
Tanmateix, segons aquesta llegenda existeix un esborrany afegit (que no estava en el quadre original de Poussin), que suggereix que falta una paraula. Encara que no sigui necessari en gramàtica llatina, s'ha suggerit la terminació sum per significar: 'I estic en l'Arcàdia'. A més, s'ha especulat que la frase completa Et in Arcàdia ego sum és un anagrama de Arcam dei tango Iesu, que significa "He tocat la tomba de Jesús". Això implicaria que la tomba contindria l'ossera de Jesús de Natzaret. Independentment d'aquesta impresSióant teoria, s'arriba a la conclusió que és simplement un argument sense fonament històric, ja que tot això no és part de la història de la pintura de Poussin, la qual està ben documentada.

### Els objectius últims del Priorat de Sió
Els objectius últims del Priorat de Sió serien:
- La fundació d'un "Sant Imperi Europeu" que es convertiria en la següent superpotència i el promotor d'un Nou Ordre Mundial de pau i prosperitat.
- La suplantació de l'Església catòlica per una religió estatal ecumènica i messiànica gràcies a la revelació del Sant Grial i l'Evangeli de Judes, que demostraria les causes dels seguidors de Joan Baptista i trauria a la llum pública als descendents de Jesús i Maria Magdalena.
- La reinstauració del rei ungit del Gran Israel (el descendent del Rei David).

#### El Priorat de Sió i la seva relació amb l'antisemitisme
Dins d'aquests objectius últims del Priorat de Sió, s'indica que està present una interpretació d'un text antisemita i que es considera fraudulent, a causa que va tenir la seva principal difusió a Alemanya durant la Segona Guerra Mundial. Aquest text, conegut com els Protocols dels Savis de Sió, que els seus partidaris consideren de totes maneres com una de les proves més persuasives per demostrar l'existència i les activitats del Priorat de Sió.
Aquest manuscrit seria suposadament un compendio de registres de les sesSiós secretes mantingudes pels grans savis de la nació jueva, exposant en ells els seus suposats plans per a la dominació del món pels jueus.
A causa d'això, cal esmentar igualment que alguns grups, tals com els seguidors de la doctrina cristiana de la Fi dels Dies, acceptant aquestes hipòtesis com a fets, van veure el Priorat de Sió com un compliment profètic del Llibre de la Revelació i la suposada prova d'una hipotètica conspiració anticristiana de dimenSiós universals.
- Els protocols dels savis de Sió (en rus: "Протоколы сионских мудрецов", o "Сионские протоколы") és un pamflet antisemita publicat per primera vegada el 1903, en la Rússia tsarista, que el seu objectiu era justificar ideològicament els pogroms que sofrien els jueus. El text seria la transcripció d'unes suposades reunions dels "savis de Sió", en la qual aquests savis detallen els plans d'una conspiració jueva, la qual consistiria en el control de la maçoneria i els moviments comunistes, estesa per totes les nacions de la Terra, i tindria com a fi última el prendre el poder mundial.

Els Protocols dels Savis de Sió és la publicació antisemita més famosa i àmpliament distribuïda de l'època contemporània. Les seves mentides sobre els jueus, que han estat desacreditades repetidament, continuen circulant avui dia, especialment per Internet. Els individus i grups que han utilitzat els Protocols estan units per un propòsit comú: disseminar l'odi als jueus.
Actualment, es considera un dels fraus literaris més notoris de la història (com els Diaris de Hitler), i inclòs dins dels fraus històrics importants (com el descobriment de l'Home de Piltdown).

## Influències culturals
A principis del segle xxi, a Occident s'ha reavivat l'interès per les societats secretes, i especialment pel Priorat de Sió, gràcies en part al best-seller de Dan Brown, El codi Da Vinci. En aquest llibre el Priorat exerceix un paper molt important, ja que alguns dels seus personatges estan enllaçats directament amb el Priorat, la missió del qual més important és custodiar el Sant Grial i altres secrets relacionats amb gnosticisme, ritus pagans i la vida de Jesús de Natzaret.
Cal assenyalar que Brown pren per a la seva novel·la teories i estudis molt anteriors a aquesta, i també mites i llegendes de llocs del sud de França, tots relacionats amb els Cavallers Templaris, la Francmaçoneria i el Sant Grial.
Multitud de novel·les anteriors a la de Brown han argumentat sobre el tema, sent aquesta última la que ha aconseguit una major notorietat. Altres novel·les exemple de la tendència són:
- La saga dels fills del Grial de Peter Berling (nascut el 20 de març de 1934 en Meseritz-Obrawalde, antiga Prússia i actual Obrzyce, Polònia), ambientada en l'època posterior a la Croada albigesa.
- El pèndol de Foucault (Il pendolo di Foucault, 1988) escrit pel semiòleg italià Umberto Ressò. És considerat un llibre iniciàtic o potser anti-iniciàtic i anti-esotèric, a causa dels matisos satírics de la trama.